# کراسنایا پولیانا
کراسنایا پولیانا (Krasnaya Polyana) : (Russian: Красная Поляна, KRUSS-nah-yah poh-LYAH-nah )  منطقه کوهستانی سوچی بزرگ را کراسنایا پولیانا می گویند. سه شهر گورکی گورود و کراسنایا پولیانا و روزا خوتور شهرهای منطقه کوهستانی کوه های کراسنودار است. طبیعت سرسبز کوهستانی منطقه بسیار زیبا و خیره کننده است. 
دولت روسیه سرمایه گذاری سنگینی در این منطقه انجام داده است. 17 رشته تله کابین در منطقه کوهستانی دسترسی به تمام مناطق کوهستانی را مقدور کرده است. شهرهای این منطقه بر اساس الگوی معماری سوئیس ساخته شده اند و اگر شما جستجو کنید هیچ بنایی در این منطقه پیدا نخواهید کرد که معماری غیر از معماری سوئیس داشته باشد به همین خاطر مشهور شده به سوئیس روسیه
پیست اسکی روزا خوتور که محل برگزاری المپیک زمستانه 2014 سوچی بوده در این منطقه واقع شده است. و امکانات با استانداردهای بین‌المللی را برای اسکی بازان فراهم نموده است. هتل های مجلل بین‌المللی و نوساز سرویس عالی برای اسکی بازان برای اقامت و گردشگری ارایه می نمایند. 
فرودگاه ادلر سوچی با نخستین شهر منطقه کوهستانی که شهر گورکی گورود باشد 38 کیلومتر و با شهر کراسنایا پولیانا که دومین شهر است 45 کیلومتر و تا روزا خوتور که آخرین شهر منطقه کوهستانی سوچی (کراسنایا پولیانا) است 52 کیلومتر فاصله دارد. شهرک توریستی  Esto-Sadok استوسوداک در ارتفاعات شهر گورکی گورود ساخته شده و مجموعه ای از چندین هتل بنام و مشهور همچون هتل رکسوس سوچی و نووتل و پارک این و ... است. این منطقه همطراز با ایستگاه دوم تله کابین شهر گورکی گورود است و میهمانان هتل های این منطقه با کارت هتل میتوانند تا ایستگاه دوم تله کابین رایگان رفت‌وآمد داشته باشند و تنها برای رسیدن به پیست هزینه تله کابین یک ایستگاه را پرداخت نمایند.
سوچی بزرگ یکی از شهرستانهای استان کراسنودار روسیه است. که شمالی ترین منطقه نیمه استوایی جهان را در خود جای داده است. و کوهستان کراسنایا پولیانا منتهی‌الیه غرب رشته کوههای قفقاز است. که سوچی را همانند نگینی احاطه کرده است و مانع نفوذ سرمای عرض های شمالی به این منطقه می شود. 

## نگارخانه

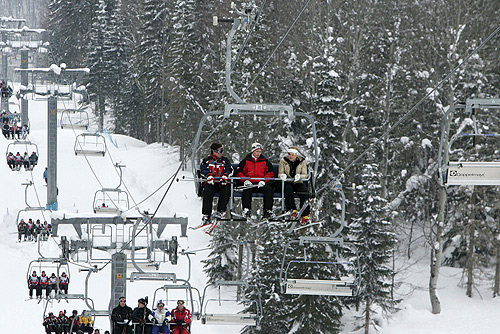
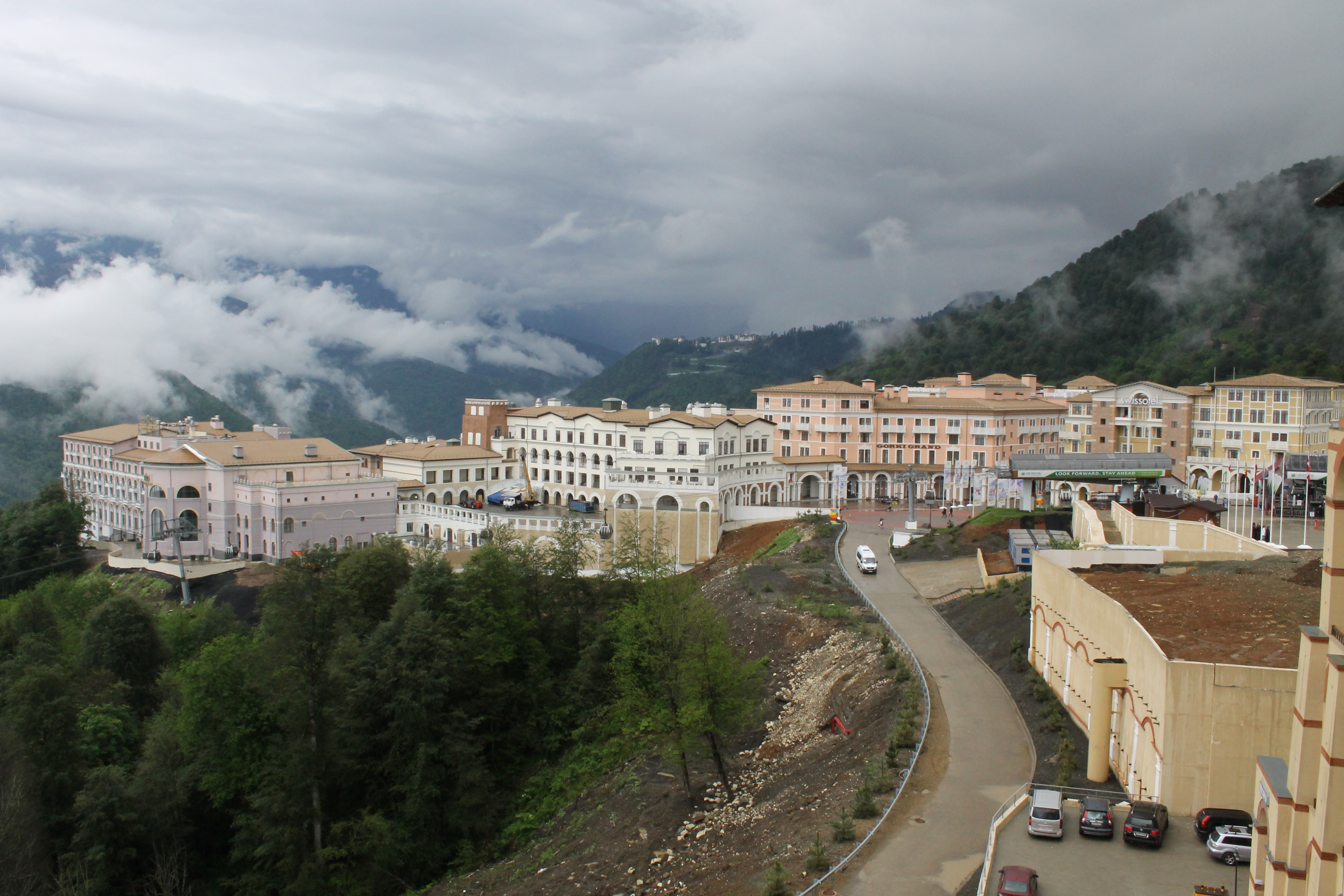
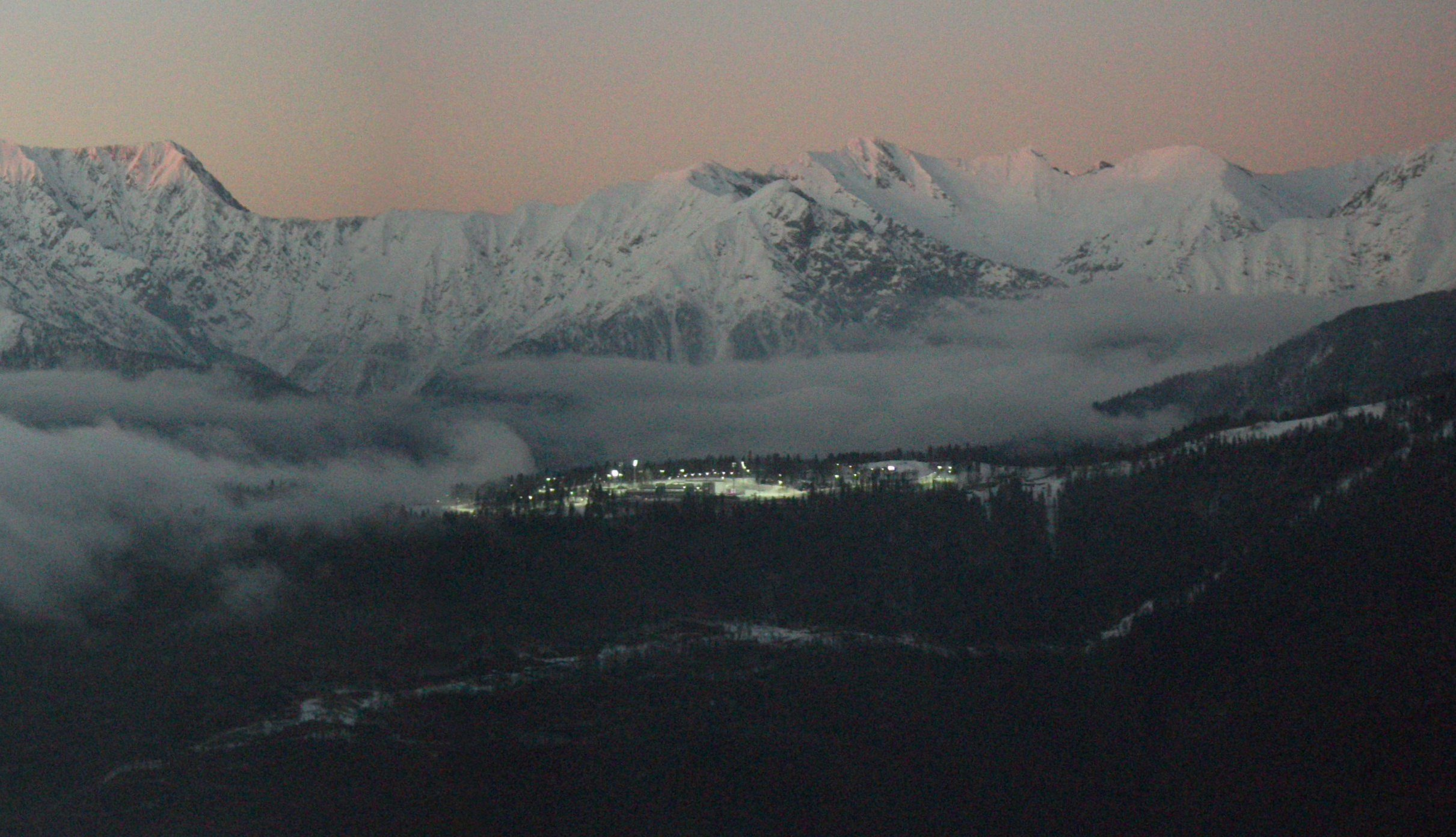
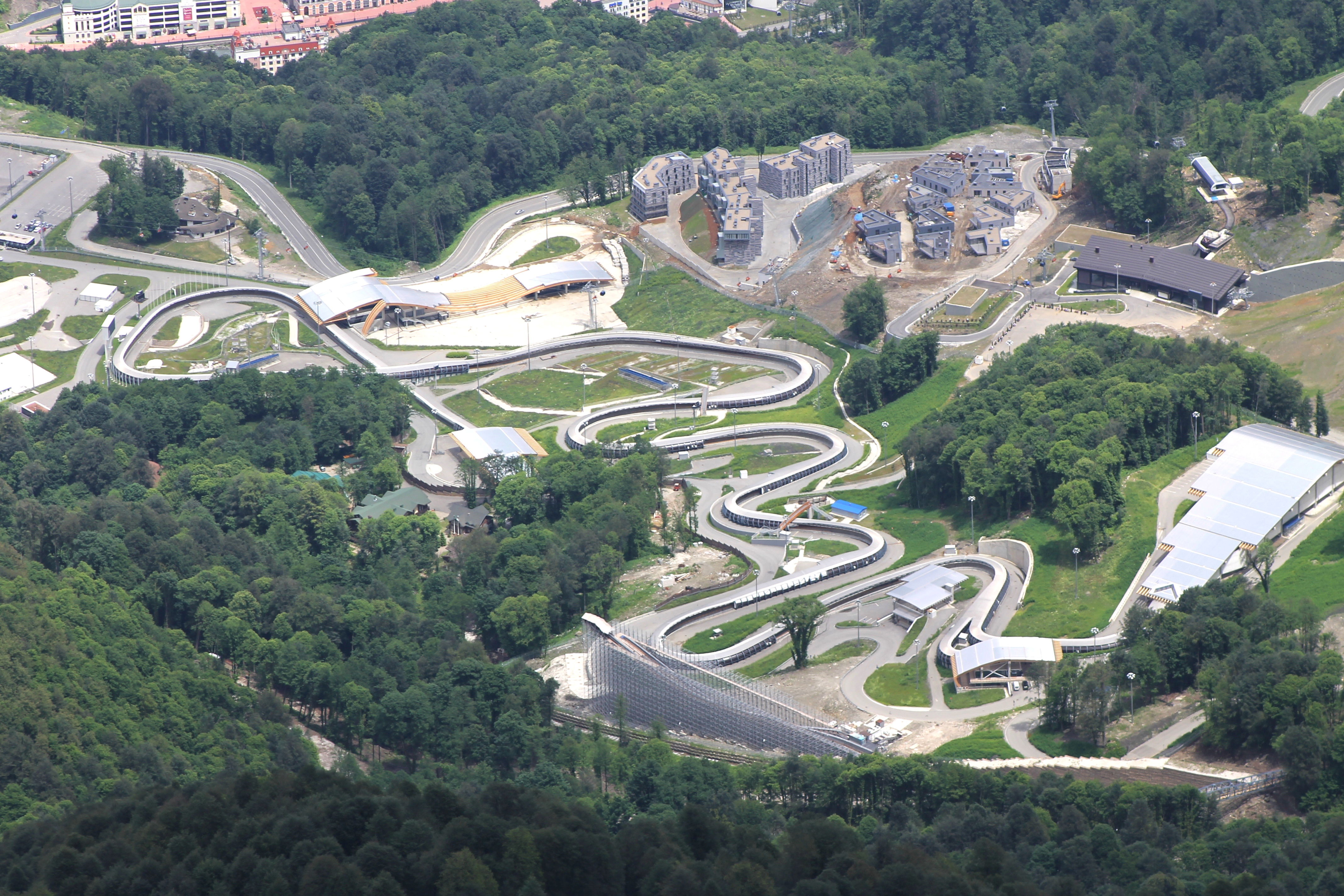
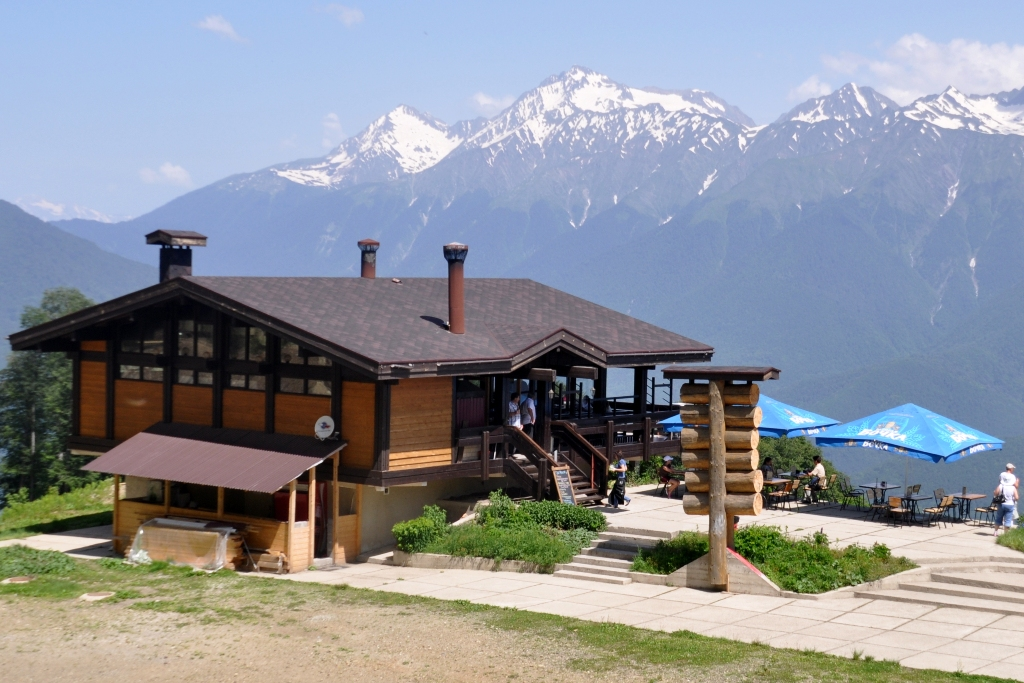